# Нісімура Такума (футболіст)
Нісімура Такума (яп. 西村 拓真, нар. 22 жовтня 1996, Нагоя) — японський футболіст, нападник клубу «Йокогама Ф. Марінос» і національної збірної Японії.

## Клубна кар'єра
Народився 22 жовтня 1996 року в Нагої. У дорослому футболі дебютував 2015 року виступами за команду «Вегалта Сендай», в якій провів три сезони, взявши участь у 64 матчах чемпіонату. 
2018 року перейшов до російського ЦСКА (Москва). У складі цієї команди не пробився до основного складу і на початку 2020 року був спочатку відданий в оренду до «Портімоненсі», а згодом повернувся до Японії, знову ставши гравцем «Вегалта Сендай».
2022 року перейшов до команди «Йокогама Ф. Марінос», у складі якого став того року чемпіоном Японії.
Першу половину 2024 року провів в оренді у швейцарському «Серветті», зокрема допомігши команді вибороти Куболк країни.

## Виступи за збірну
2022 року дебютував в офіційних матчах у складі національної збірної Японії.
| Дата      | Місто  | Господарі | Результат | Гості          | Турнір                      | Голи | Примітки |
| --------- | ------ | --------- | --------- | -------------- | --------------------------- | ---- | -------- |
| 19-7-2022 | Касіма | Японія    | 6 – 0     | Гонконг        | Чемпіонат Східної Азії 2022 | 2    | 65'      |
| 24-7-2022 | Тойота | Японія    | 0 – 0     | КНР            | Чемпіонат Східної Азії 2022 | -    | 84'      |
| 27-7-2022 | Тойота | Японія    | 3 – 0     | Південна Корея | Чемпіонат Східної Азії 2022 | -    | 78'      |
| 24-3-2023 | Токіо  | Японія    | 1 – 1     | Уругвай        | товариський матч            | 1    | 74'      |
| 28-3-2023 | Осака  | Японія    | 1 – 2     | Колумбія       | товариський матч            | -    | 59'      |
| Усього    |        | Матчів    | 5         |                | Голів                       | 3    |          |

## Титули і досягнення

### Командні
- Чемпіон Японії (1):

«Йокогама Ф. Марінос»: 2022
- Володар Суперкубка Японії (1):

«Йокогама Ф. Марінос»: 2023
- Володар Кубка Швейцарії (1):

«Серветт»: 2023-2024